# 撒馬利亞 (密歇根州)
撒馬利亞（英語：Samaria）是位於美國密歇根州門羅縣貝德福德鎮區的一個非建制地區。

## 地理
撒馬利亞所處的海拔為高於海平面196米（即643英呎），而該地所採用的時區為UTC-5，即北美东部時區（EST）。同時該地設有夏令時間，為UTC-5調快一小時，即UTC-4（EDT）。